# Hand of Blood
Hand of Blood es el segundo EP de la banda galesa de heavy metal Bullet for My Valentine. Este EP es exactamente idéntico a su antecesor. Fue lanzado el 22 de agosto de 2005 a través de Trustkill Records, con una carátula completamente diferente y algunas canciones regrabadas (4 Words (To Choke Upon), el cual fue la pista 6 en la versión japonesa de su EP homónimo). Por circunstancias desconocidas, este EP no está disponible en la versión de iTunes en los Estados Unidos. Hand of Blood incluye en sencillo "4 Words (To Choke Upon)", acompañado de un vídeo musical, al igual que la canción "Hand of Blood" con su respectivo vídeo. Las canciones 4 Words (To Choke Upon) y "Cries in Vain" fueron incluidas más adelante en el álbum debut de la banda, The Poison.

## Lista de canciones
Todas las canciones escritas y compuestas por Bullet for My Valentine. 
| canciones mejoradas |                                           |          |  |
| N.º                 | Título                                    | Duración |  |
| 1.                  | «4 Words (To Choke Upon)» (vídeo musical) | 3:44     |  |
| 2.                  | «Hand of Blood» (vídeo musical)           | 3:36     |  |
| 3.                  | «Cries In Vain»                           | 3:59     |  |
| 4.                  | «Curses»                                  | 3:59     |  |
| 5.                  | «No Control»                              | 3:34     |  |
| 6.                  | «Just Another Star»                       | 2:54     |  |
| 7.                  | «Seven Days»                              | 3:31     |  |
| 8.                  | «Turn To Despair (Bonus Track)»           | 3:25     |  |
| 9.                  | «My Fists Your Mouth Her Scars»           | 3:53     |  |
| 32:10               |                                           |          |  |

## Créditos
- Matthew "Matt" Tuck - voz, guitarra
- Michael "Padge" Paget - guitarra, segunda voz
- Jason "Jay" James - bajo, voz
- Michael "Moose" Thomas - batería
- Dan Turner - ingeniero

- Datos: Q211704